# Língua somali
A língua somali (escrita latina: Af Soomaali; escrita árabe: اف صومالِ; escrita osmanya: 𐒖𐒍 𐒈𐒝𐒑𐒛𐒐𐒘; AFI: [æ̀f sɔ̀ːmɑ́ːlì]) é uma língua do ramo cuxítico da família afro-asiática, nativa à região da Grande Somália.
Possui cerca de 23,8 milhões de falantes nativos, sendo a língua mais falada na Somália e Somalilândia, e a língua oficial nesses territórios, juntamente ao árabe. É a língua mais falada no Djibuti, ainda que careça de reconhecimento oficial. Possui uma população falante significativa no Quênia (sobretudo na província do Nordeste) e na Etiópia (onde goza de reconhecimento oficial). Devido à diáspora somali, significativas comunidades imigrantes ao redor do mundo promovem a transmissão intergeracional da língua fora do Chifre da África, especialmente no Iêmen, Líbia e Emirados Árabes Unidos.
O somali passou a ter um sistema de escrita oficial apenas a partir da década de 1970, adotando o alfabeto latino. Até então, uma versão somali do árabe era utilizado como a língua escrita oficial entre seus falantes, com algumas tentativas ao longo dos anos de implementar a escrita árabe, bem como de sistemas de escritas nativos (a exemplo do osmanya), para a escrita da língua somali.
Como muitas das línguas semíticas, o somali é uma língua aglutinativa de alinhamento nominativo-acusativo, usando marcadores para caso gramatical, gênero e número. Além disso, o somali é uma língua tonal baseada em moras.

## Etimologia

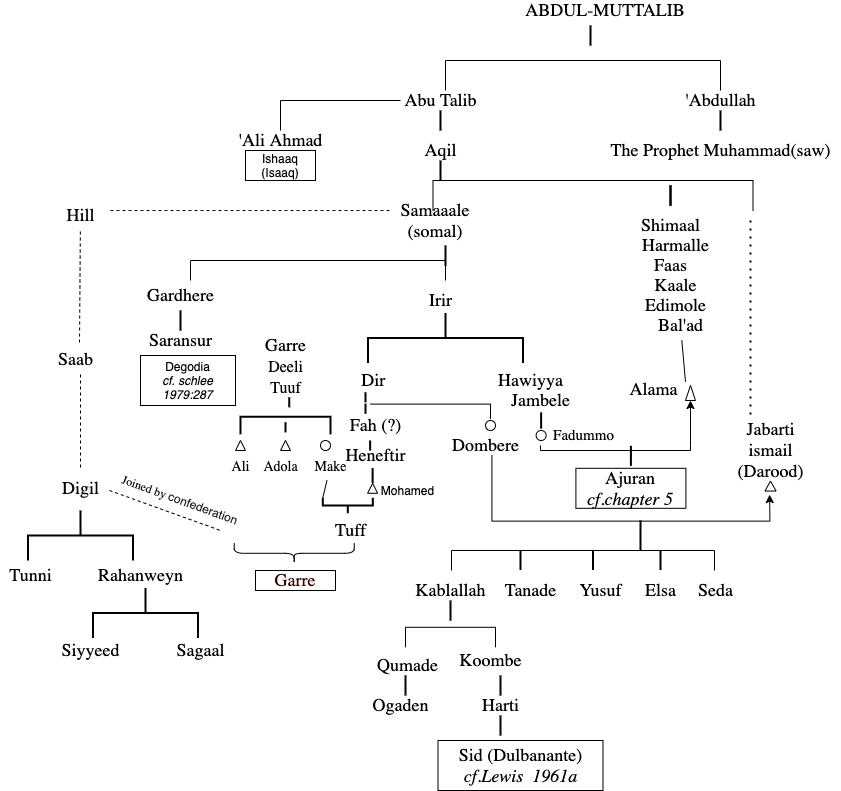
Genealogia dos clãs somalis, com Samaale ao centro da quarta linha.

A etimologia do etnônimo "somali" (Soomaali) difere entre as interpretações e tradições orais das diferentes regiões da Grande Somália. Uma das origens remete a Samaale, tido como ancestral da maioria dos clãs somalis, sobretudo entre os predominantes na região norte do Chifre da África. Outra teoria sugere que o etnônimo deriva da expressão soo-maal ("ir ordenhar"), se referindo ao ordenhamento de camelos, dadas as práticas tradicionais pastoralistas somalis ao norte da região. Enquanto isso, a tradição oral do sul, sobretudo entre famílias do clã Reewin, costuma dizer que deriva da junção de sa ("vaca") e maal ("ordenhar"), um reflexo da predominância da criação de gado bovino na região sul do país.
A ampla maioria da população somali prefere o termo "somali" ao invés de "somaliano", uma vez que o primeiro é um endônimo original da língua somali, e o segundo é um exônimo, com a adição do sufixo "-ano".

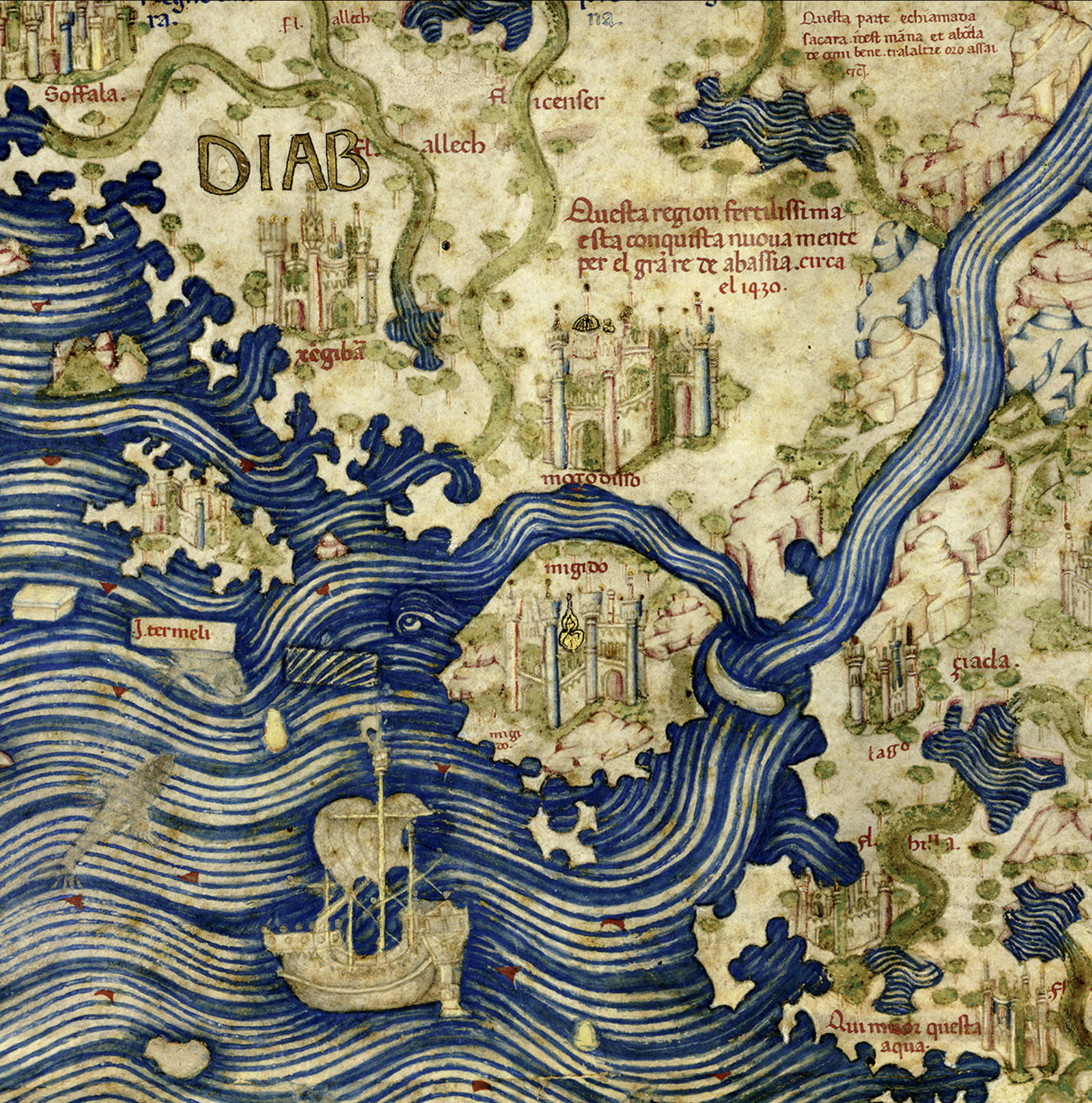
Mapa medieval da cidade portuária de Mogadíscio, região de Banaadir.

O termo utilizado para os dialetos da língua somali falados na região Norte e Central é Af-Maxaad Tidhi, uma derivação da expressão "Maxaad Tidhi?" significando "o que você disse?", partindo da ideia que as línguas mutualmente inteligíveis que compõem o que seria a base para o somali padrão são aquelas que utilizam a expressão de maneira similar.
Enquanto isso, o dialeto do somali na região Central é chamado Benaadir, em referência à região de Banaadir, cujo nome vem do persa بندر  (bandar), significando "porto".

## Distribuição
Os falantes da língua somali estão concentrados no Chifre da África, distribuídos sobretudo entre quatro países:  Somália, Djibuti, Etiópia e Quênia, dentre os quais possui reconhecimento oficial na Somália e Etiópia (ao lado do afar, amárico, oromo e tigrínia).
| País                             | População   | Falantes nativos de somali | Taxa de falantes nativos |
| -------------------------------- | ----------- | -------------------------- | ------------------------ |
| Somália (incluindo Somalilândia) | 16 360 000  | 11 500 000                 | 70,29%                   |
| Djibuti                          | 976 100     | 552 000                    | 56,55%                   |
| Etiópia                          | 117 876 000 | 7 745 600                  | 6,57%                    |
| Quênia                           | 53 771 000  | 2 600 000                  | 4,84%                    |

Distribuição de falantes de somali por região.
Além disso, em decorrência da Guerra Civil da Somália, grande parte da população somali foi deslocada dentro da Somália ou emigrou do país.  Diversas comunidades da diáspora somali mantêm o idioma vivo ao redor do mundo, sobretudo no Iêmen, Emirados Árabes Unidos, Líbia e Estados Unidos.

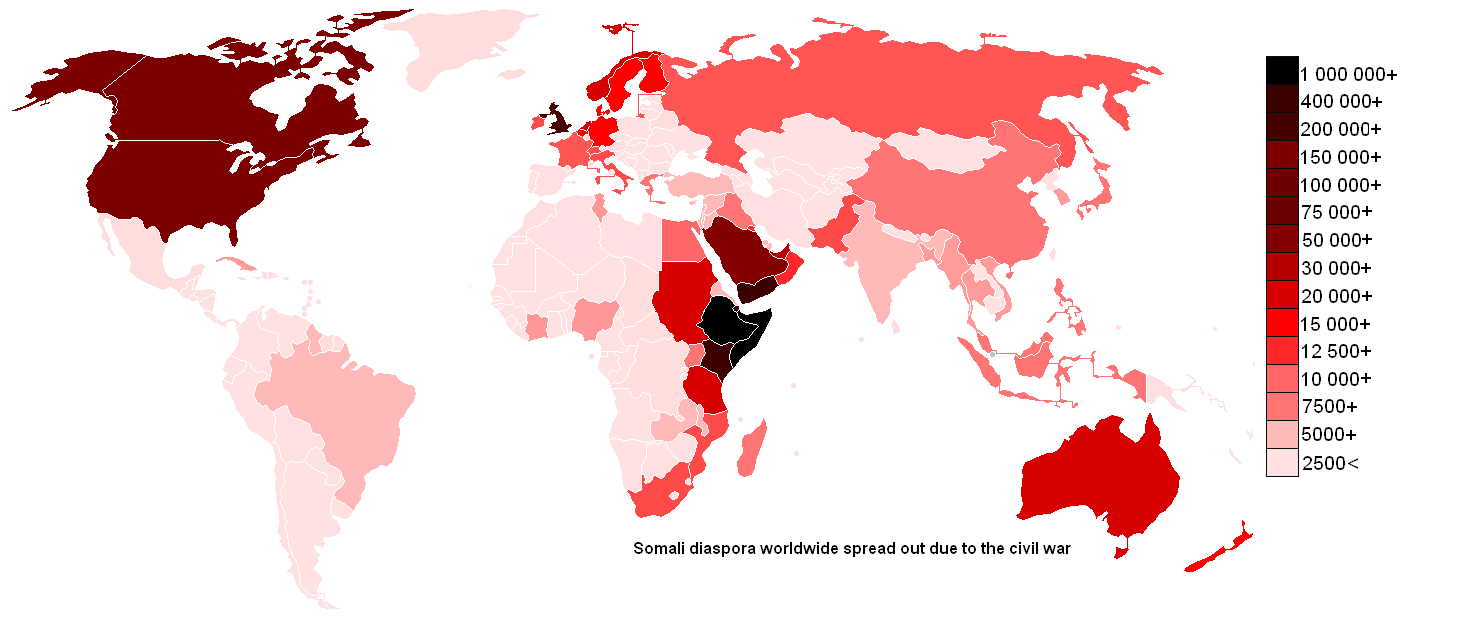
Mapa da diáspora somali.

A instabilidade política da região tem sido, também, uma grande barreira na padronização do somali enquanto língua oficial, ainda que permaneça como o meio de comunicação escrito mais difundido entre a população somali no Chifre da África e entre as comunidades de imigrantes somali ao redor do globo.

### Dialetos
Os estudos ao redor da classificação dos dialetos da língua somali divergem amplamente entre autores, mas tendem a reconhecer a existência de dois ou três dialetos principais que formam um contínuo dialetal, chamado conjuntamente de Af-Maxaad Tidhi:
- Somali do norte - falado pelos clãs originários da região norte do país, e que se tornaram dominantes na Somália. Forma a base do "somali padrão";
- Somali central - predominante nas regiões interioranas, do sul, e por vezes litorâneas da Somália, e
- Benaadir - por vezes classificado junto ao somali central, predominante na costa da Somália (incluindo a capital Mogadíscio), influenciado pela língua maay, o árabe e alguns dialetos do suaíli.

A principal característica contrastante entre o somali do norte e os demais dialetos se refere à ocorrência da consoante plosiva retroflexa desvozeada [ᶑ ] em palavras como "cadhó" (raiva) e "gabádh" (garota), enquanto no somali central e benaadir essas palavras são pronunciadas com a vibrante simples retroflexa [ɽ].

### Línguas relacionadas
O somali é tipicamente classificado como pertencente ao ramo cuxítico oriental da família afro-asiática, como o oromo e o afar. Outras línguas que compõem o subgrupo das línguas somali, sobretudo aquelas faladas pelas famílias do clã  Digil, como o maay, dabarre, jiddu e o tunni já foram consideradas dialetos do somali, mas hoje são classificadas pela Organização Internacional de Normalização como uma língua própria. Ehret & Ali (1983), guiados por pesquisas em vilas da Somália e suplementados por dados de falantes no Quênia, descrevem a seguinte classificação das línguas somali:
- Soomaali I
  - Bayso-Jiddu
    1. Jiddu

  - Soomaali II
    1. Rendille
    2. Soomaali III
      1. Garre
      2. Tunni
      3. Soomaali IV
        1. Maay
        2. Af-Maxaad Tidhi (dialetos somali do norte e benaadir).

Apesar de impressões de falantes da língua maay sugerirem a sua inclusão no contínuo dialetal somali, estudos indicam que a inteligibilidade de falantes de língua maay com falantes de somali ocorre devido ao conhecimento do somali padrão enquanto língua franca, isto é, a inteligibilidade é explicada pela sobreposição de fatores culturais e históricos em comum, ainda que representem línguas diferentes.

## História

### História da língua
Os somalis são um povo cuxita, os quais habitam a região do Chifre da África há pelo menos 7 mil anos. O ramo Omo-Tana, do qual os somalis descendem, teria se separado dos cuxitas por volta da primeira metade do primeiro milênio antes da Era Comum, se dispersando para o Norte do Quênia e para a costa do Oceano Índico.

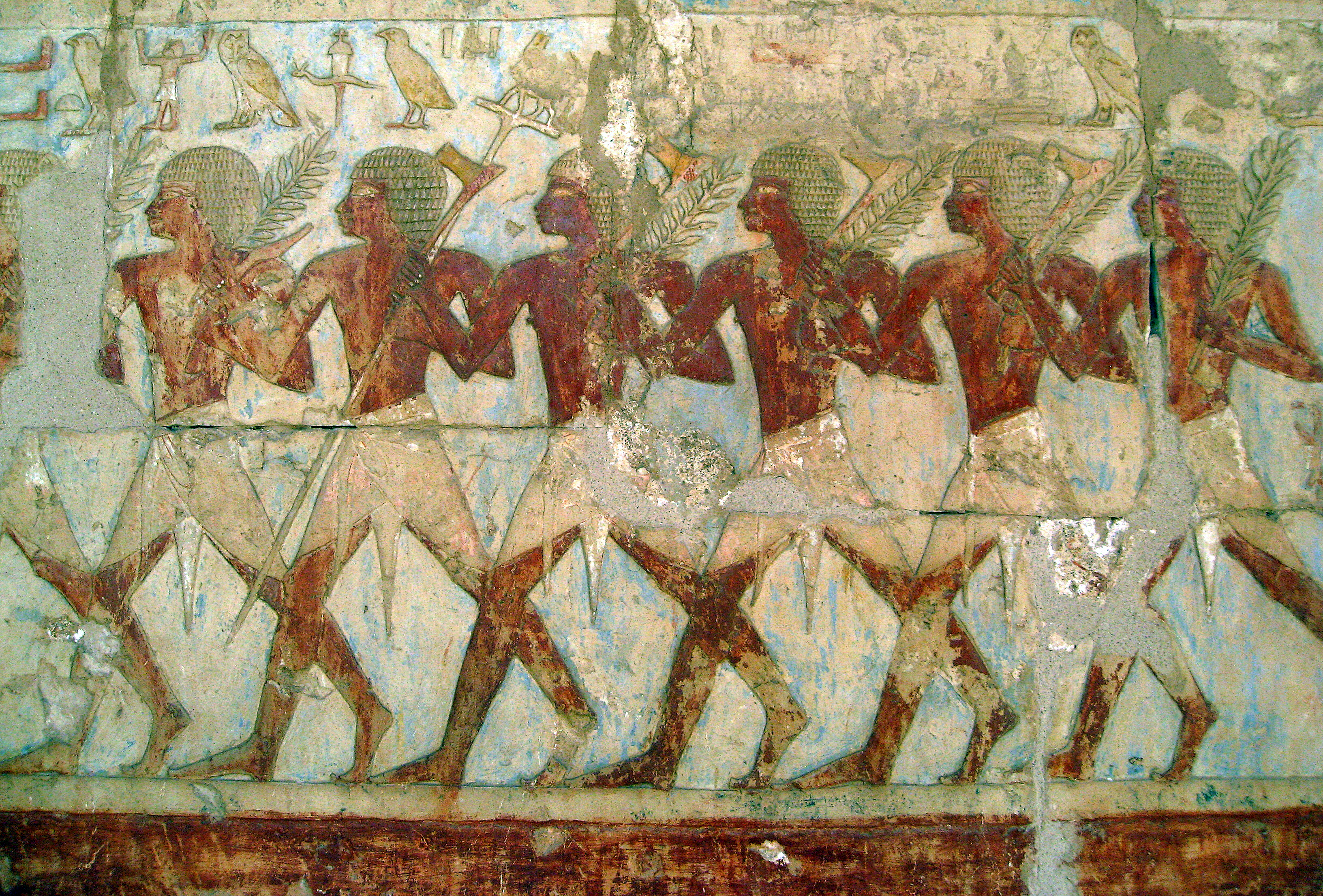
Representação de expedição da rainha-faraó egípcia Hatshepsut ao Reino de Punte, atual Somália.

A costa da Somália sempre foi uma região de significativo contato marítimo comercial intercultural. Durante o Reino de Punt, manteve relações com os gregos e com o Egito faraônico. O primeiro documento histórico acerca da região foi um diário de expedição na escrita hierográfica. Posteriormente, diversas cidades-Estado foram estabelecidas sobretudo pela costa do atual território da Somália, como as atuais cidades de Mogadíscio, Barawa e Hafun. O contato comercial com os persas influenciou significativamente o vocabulário somali. Neste período, sistemas de escrita indígenas, possivelmente baseados em vogais, foram desenvolvidos pela cultura Tirri, ainda que a sua pesquisa e decodificação sejam muito superficiais.

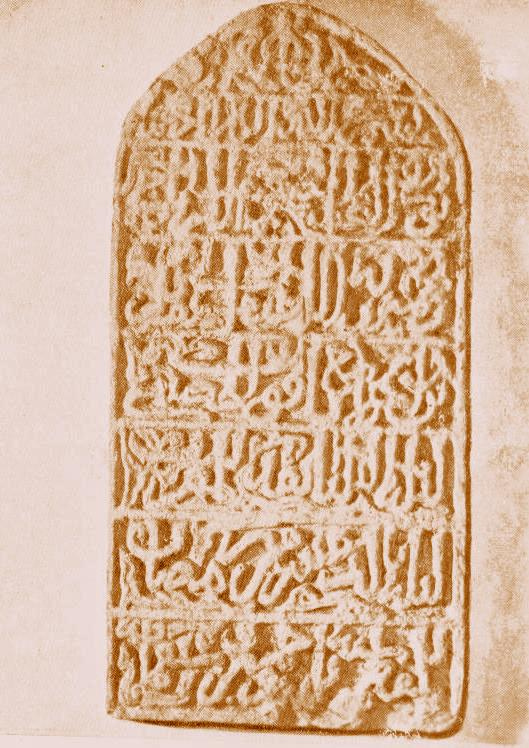
Tábua de pedra do século XIV com inscrições Wadaad.

A partir do século VII, o comércio marítimo possibilitou um forte contato com os árabes, causando um forte processo de islamização da Somália. Ao longo da Idade Média e Moderna, a religião se estabeleceu como predominante na região, controlada por sultanatos como de Ifat, Adal, Ajuran e Isaaq. Neste período, o árabe passou a exercer uma forte influência no vocabulário e gramática da língua. Diversos poetas somalis passaram a escrever na língua árabe, que se consolidou como língua franca e como a única língua escrita na região até o século XIX. O sistema de escrita utilizado à época na Somália recebeu o nome de escrita Wadaad (em referência aos wadaad, pessoas que dedicavam sua vida primariamente à religião), e se tratava de uma versão agramatical do árabe com a presença de algumas palavras em somali.
Posteriormente, a região da Grande Somália foi colonizada pela França, Reino Unido e Itália, tal que o somali sofreu influência das línguas dos colonizadores, ainda que bem menor se comparado à influência que o árabe exerce até hoje.

### História da documentação e escrita

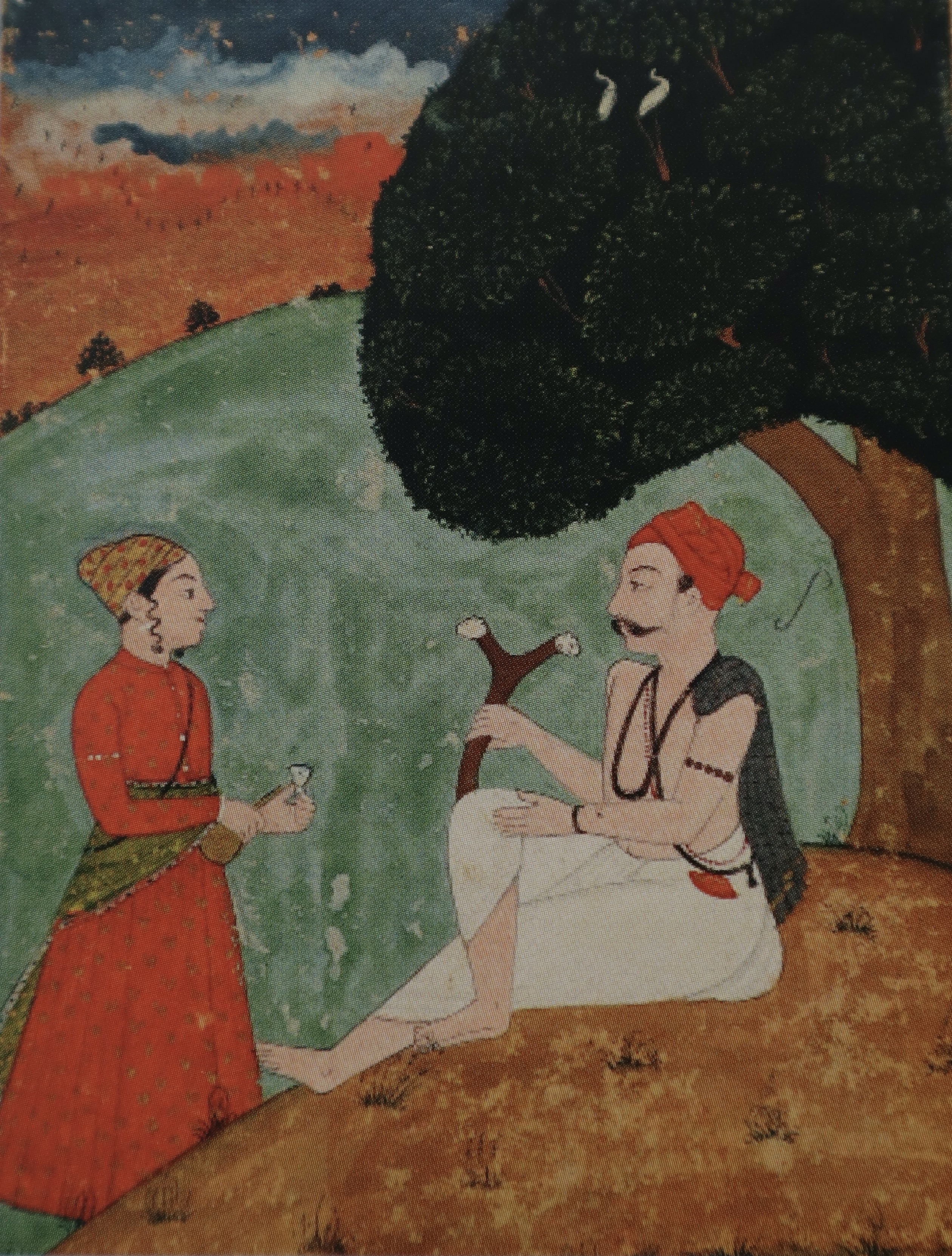
Representação de um santo sufi, corrente de forte influência na poesia somali.

Apesar de iniciar o desenvolvimento de um sistema de escrita apenas ao final do século XIX, o povo somali há séculos tem a poesia como sua principal manifestação cultural, com poetas clássicos somali tendo sua obra transmitida por várias gerações através da tradição oral. O texto somali de mais antiga datação é um poema sufista de meditação à Deus pelo clérigo Cali Cabduraxmaan do século XVIII, ainda que existam outros poemas de autoria anônima que possam ser anteriores.
O documento escrito mais antigo que se tem conhecimento na Somália é um manuscrito em árabe de 1692. Entretanto, documentos anteriores devem existir, ainda que sejam de difícil mapeamento, catalogação e estudo devido à guerra civil em curso no país.

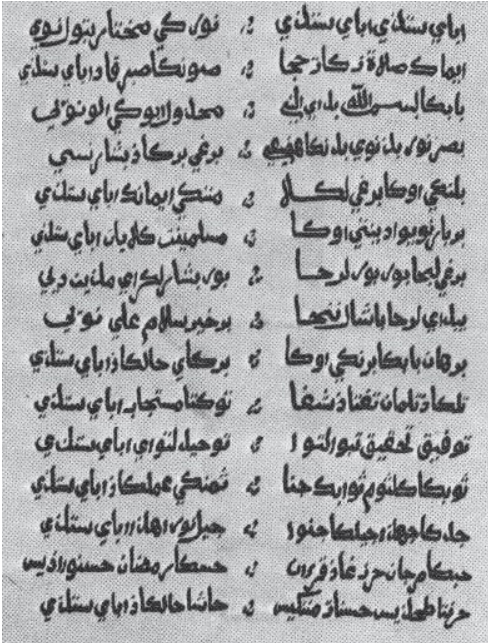
Primeira página do poema "Abbaay sittidey" por Awees Mahamed.

Ao longo dos séculos XVIII e XIX, começou a emergir um interesse na escrita de línguas da África Oriental a fim de melhor difundir o islã por meio das línguas vernaculares. Cali Cabduraxmaan foi possivelmente um dos primeiros a tentar adaptar a escrita árabe ao somali. As mais conhecidas pioneiras tentativas são atribuídas, entretanto, ao poeta e sheikh Awees Mahamed de Barawa ao fim do século XIX.
A primeira gramática da língua somali foi publicada em inglês pelo escocês Fred Hunter em 1880, impressa na cidade de Mumbai. O primeiro dicionário foi publicado em 1897 pelo reverendo Evangelist de Larajasse, impresso em Londres. Em 1900, foi publicada em Viena uma compilação de textos em somali editada pelo renomado egiptólogo Leo Reinisch.
Os estudiosos ocidentais da língua somali propuseram diversos sistemas a fim de adaptar o alfabeto latino à língua somali. Entretanto, tais propostas pouco eram conhecidas pela população, além de serem geralmente vistas de forma negativa devido a questões religiosas, uma vez que se prezava pelo uso da língua do Corão como a língua escrita oficial.

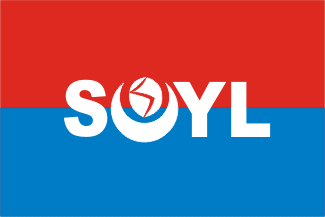
Bandeira da Liga da Juventude Somali.

Em meio à discussão de adesão ou não ao alfabeto latino ou a manuntenção da língua árabe como oficial no meio escrito, propostas de sistemas de escrita indígenas para a língua somali surgiram, sendo o osmanya o que obteve maior adesão, sobretudo na Somália Italiana. Em 1943, o sistema chegou a ser oficializado pela Liga da Juventude Somali, o primeiro partido político somali; entretanto, mudanças nas lideranças internas partidárias fizeram o partido se distanciar do clã Osman Mohamoud, ao qual a criação do alfabeto osmanya era atribuída, e se aproximar de lideranças religiosas, de modo a reestabelecer a língua árabe como oficial.

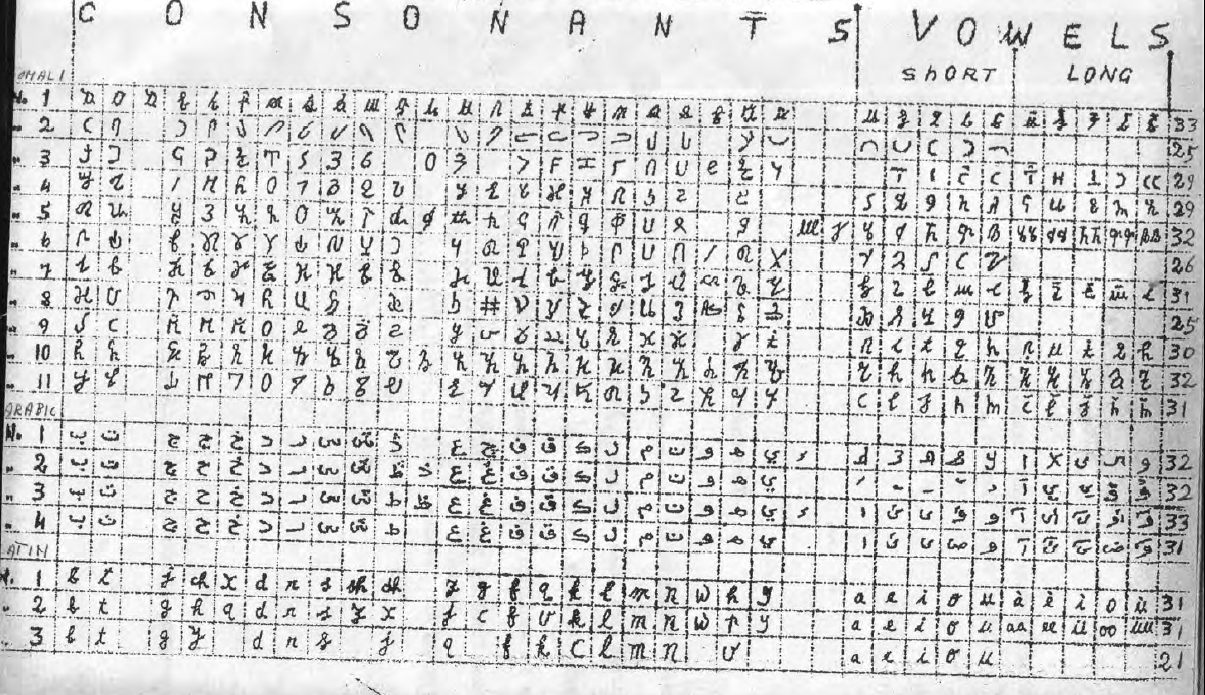
Quadro comparativo com propostas para o alfabeto somali de 1961.

Com a independência e estabelecimento da República Somali em 1960, o novo governo estabeleceu uma comissão para a criação de um sistema de escrita para o somali a fim de permitir sua oficialização. A comissão realizou 18 propostas de sistemas de escrita, utilizando os sistemas árabe, latina e outros novos nativos, mas nenhum foi implementado. Outra comissão foi formada com ajuda da UNESCO em 1966, mas também não teve suas propostas implementadas. Apenas com o golpe de Estado de 1969, que implementou a República Democrática da Somália, de orientação marxista-leninista, o somali tornou-se a língua oficial do país, com uma comissão em 1971 adotando o alfabeto latino como o sistema de escrita, devido à maior disponibilidade de máquinas de escrever.

## Fonologia

### Consoantes
De acordo com Saeed (1999), o inventário fonético consonantal da língua somali é composto por 21 consoantes:
|                     |                     | Bilabial | Labiodental | Dental | Alveolar | Pós-alveolar | Retroflexo | Palatal | Velar | Uvular | Faringal | Glotal |
| ------------------- | ------------------- | -------- | ----------- | ------ | -------- | ------------ | ---------- | ------- | ----- | ------ | -------- | ------ |
| Plosiva             | desvozeada          |          |             | t ⓘ    | t ⓘ      | t ⓘ          |            |         | k ⓘ   |        |          | ʔ ⓘ    |
| Plosiva             | vozeada             | b ⓘ      |             | d ⓘ    | d ⓘ      | d ⓘ          | ɖ ⓘ        |         | ɡ ⓘ   | ɢ ⓘ    |          |        |
| Nasal               | Nasal               | m ⓘ      |             | n ⓘ    | n ⓘ      | n ⓘ          |            |         |       |        |          |        |
| Vibrante            | Vibrante            |          |             | r ⓘ    | r ⓘ      | r ⓘ          |            |         |       |        |          |        |
| Fricativa           | desvozeada          |          | f ⓘ         |        | s ⓘ      | ʃ ⓘ          |            |         |       | χ ⓘ    | ħ ⓘ      | h ⓘ    |
| Fricativa           | vozeada             |          |             |        |          |              |            |         |       |        | ʕ ⓘ      |        |
| Aproximante         | Aproximante         |          |             |        |          |              |            | j ⓘ     |       |        |          |        |
| Aproximante lateral | Aproximante lateral |          |             | l ⓘ    | l ⓘ      | l ⓘ          |            |         |       |        |          |        |

Além disso, as consoantes plosivas bilabial e alveolar vozeadas [b] e [d], quando ocorrem entre vogais, são transformadas nos seus fricativos correspondentes, respectivamente, [β] e [ð]. O plosivo retroflexo vozeado [ɖ] entre vogais pode ocorrer como  sua vibrante simples equivalente, [ɽ]; tal transformação pode ocorrer em outras posições além da intervocálica nos dialetos central e benaadir. O único africado é o africado palato-alveolar (ortograficamente j), que pode ocorrer tanto vozeado [t͡ʃ] quanto desvozeado [d͡ʒ].

### Vogais
De acordo com Saeed (1999), o inventário vocálico da língua somali é composto de 10 vogais, organizadas em dois grupos de 5 vogais cada, contrastados pelo estado de expansão da cavidade faríngea causado pela raíz da língua em posição avançada (traço ATR) ou retraída (traço RTR):
|          | Posição avançada (ATR) | Posição avançada (ATR) | Posição avançada (ATR) | Posição retraída (RTR) | Posição retraída (RTR) | Posição retraída (RTR) |
| Anterior | Central                | Posterior              | Anterior               | Central                | Posterior              |                        |
| -------- | ---------------------- | ---------------------- | ---------------------- | ---------------------- | ---------------------- | ---------------------- |
| Fechada  | i ⓘ                    |                        | ʉ ⓘ                    | ɪ ⓘ                    |                        | u ⓘ                    |
| Média    | e ⓘ                    |                        | ø ⓘ                    | ɛ ⓘ                    |                        | ɔ ⓘ                    |
| Aberta   |                        | æ ⓘ                    |                        |                        | ɑ ⓘ                    |                        |

Todas as vogais ocorrem em sua forma longa, sem perda de qualidade. A língua somali tem, ainda, nove ditongos, também separados em dois grupos conforme os traços ATR e RTR:
| Grafia | Pronúncia ATR | Pronúncia RTR |
| ------ | ------------- | ------------- |
| ay     | [æi]          | [ɑɪ]          |
| aw     | [æʉ]          | [ɑu]          |
| ey     | [ei]          | [ɛɪ]          |
| oy     | [øi]          | -             |
| ow     | [øʉ]          | [ɔu]          |

O uso das vogais segue um padrão de harmonia vocálica, tal que a pronúncia de uma palavra nunca usará vogais de dois grupos diferentes. As vogais análogas em cada um dos grupos possuem a mesma grafia. Por vezes, palavras homógrafas possuem diferentes pronúncias e significados a depender do grupo de vogais utilizado:
| Somali | Pronúncia | Traço | Tradução       |
| ------ | --------- | ----- | -------------- |
| gòod   | [gɔːd]    | RTR   | cobra venenosa |
| gòod   | [gøːd]    | ATR   | peça de roupa  |
| baaró  | [bɑːrɔ]   | RTR   | inspecionar    |
| baaró  | [bæːrø]   | ATR   | se contorcer   |
| dhís   | [ɖɪs]     | RTR   | construa!      |
| dhís   | [ɖis]     | ATR   | ele construiu  |

### Tons
O somali é uma  língua tonal, cuja isocronia, isto é, a divisão rítmica básica do tempo, se dá não pelas sílabas, mas por moras. A quantidade de moras de uma sílaba se fixa em relação às vogais: sílabas com uma vogal simples possuem apenas uma mora (podendo receber apenas um tom), enquanto aquelas com uma vogal longa ou um ditongo possuem duas moras (podendo receber dois tons).
A língua somali possui duas unidades tônicas: o tom alto (marcado por um acento agudo ‹◌́›) e o tom baixo (não marcado). Ademais, uma sílaba com duas moras, ao receber uma sequência de tom alto e baixo, pode ser considerada um "tom descrescente" (marcada por um acento grave ‹◌̀›). Enquanto isso, uma sílaba com duas moras que receba uma sequência de tom baixo e alto, será realizada como dois tons altos ao invés de um "tom ascendente". O tom é marcado apenas na primeira vogal da sílaba, representando o produto dos tons de cada uma das moras.
Os tons em somali atendem a uma função gramatical, e não lexical. Assim, o número, gênero e caso gramatical de substantivos são muitas vezes diferenciados por tons, bem como diferentes conjugações verbais cumprem padrões tonais específicos. Em geral, os tons representam uma diferenciação gramatical no nível da palavra, sendo raramente utilizados para marcar, por exemplo, o tipo da sentença (como determina a entonação na língua inglesa).

## Ortografia

### Alfabeto latino
O sistema de escrita oficial da língua somali é o alfabeto latino. O sistema foi oficializado na década de 1970, após diversos outros sistemas de escrita serem propostos e testados nas décadas anteriores. A escolha se deu sobretudo por critérios econômicos, uma vez que havia uma maior disponibilidade de máquinas de escrever com o alfabeto latino do que com a escrita árabe ou outras propostas nativas somalis.
O alfabeto somali é composto por 26 letras, sendo 21 consoantes (incluindo 3 dígrafos) e 5 vogais. Sua ordem tradicional segue a ordem de suas letras equivalentes na escrita árabe, ainda que seja hoje utilizada apenas em sub-itens de listas numeradas, com dicionários ou outras organizações em ordem alfabética adotando geralmente a ordem ocidental. A seguir, estão as letras do alfabeto somali na ordem tradicional, em suas versões maiúsculas e minúsculas, acompanhadas de sua pronúncia, exemplos e aproximação:
| Maiúscula | Minúscula | Pronúncia | Aproximação                                                 | Exemplo                 |
| --------- | --------- | --------- | ----------------------------------------------------------- | ----------------------- |
| B         | b         | /b/       | barco                                                       | baabuur yar (caaro)     |
| T         | t         | /t/       | taco                                                        | toobin (cone)           |
| J         | j         | /t͡ʃ/      | tia                                                         | joogsi (ponto final)    |
| J         | j         | /d͡ʒ/      | diamante                                                    | joogsi (ponto final)    |
| X         | x         | /ħ/       | porta (sotaque carioca)                                     | xeeb (praia)            |
| Kh        | kh        | /χ/       | porta (sotaque carioca)                                     | khatiyaan (entediante)  |
| D         | d         | /d/       | dente                                                       | duub (dobrar)           |
| R         | r         | /r/       | arara                                                       | shintiri (calcular)     |
| S         | s         | /s/       | sabedoria                                                   | jasiirad (ilha)         |
| Sh        | sh        | /ʃ/       | chapéu                                                      | shucaac (raio de luz)   |
| Dh        | dh        | /ɖ/       | dado, mas com a língua na mesma posição que o "/r/ caipira" | dhugmo (atenção)        |
| C         | c         | /ʕ/       | porta (sotaque carioca)                                     | caado (hábito)          |
| G         | g         | /ɡ/       | goteira                                                     | geesinnimo (bravamente) |
| F         | f         | /f/       | falange                                                     | fulay (covarde)         |
| Q         | q         | /ɢ/       | ágata, mas com a língua mais ao fundo da boca               | qore (autor)            |
| K         | k         | /k/       | cobra                                                       | ashtako (protesto)      |
| L         | l         | /l/       | lombada                                                     | gole (assembleia)       |
| M         | m         | /m/       | mediterrâneo                                                | miiyrqab (consciente)   |
| N         | n         | /n/       | nadador                                                     | hinaas (invejoso)       |
| W         | w         | /w/       | água                                                        | dawan (sino)            |
| H         | h         | /h/       | ratinho                                                     | dahab (ouro)            |
| Y         | y         | /j/       | saia                                                        | dayuurad (avião)        |
| A         | a         | /æ/       | cat (em inglês)                                             | yaxaas (crocodilo)      |
| A         | a         | /ɑ/       | água                                                        | yaxaas (crocodilo)      |
| E         | e         | /e/       | elefante                                                    | dhex (dentro)           |
| E         | e         | /ɛ/       | égua                                                        | dhex (dentro)           |
| I         | i         | /i/       | iguana                                                      | hilib (carne)           |
| I         | i         | /ɪ/       | táxi                                                        | hilib (carne)           |
| O         | o         | /ø/       | schön (em alemão)                                           | qoqob (barreira)        |
| O         | o         | /ɔ/       | código                                                      | qoqob (barreira)        |
| U         | u         | /ʉ/       | goose (no inglês britânico padrão)                          | urur (união)            |
| U         | u         | /u/       | música                                                      | urur (união)            |

Todas as vogais podem ser duplicadas para indicar prolongamento. A capitalização segue as mesmas regras do inglês, sendo utilizada para indicar nomes próprios, meses, dias da semana, nacionalidades e nomes de línguas.
A ortografia oficial somali utiliza dois diacríticos: o acento agudo ‹◌́› (marcando tom alto) e o acento grave ‹◌̀› (marcando a combinação de um tom alto com um tom baixo). O tom baixo, quando sozinho, não recebe marcação. O tom é marcado apenas na primeira vogal da sílaba, representando o produto dos tons de cada uma das moras.

## Gramática
A língua somali é uma língua aglutinativa de alinhamento nominativo-acusativo, usando marcadores para caso gramatical, gênero e número. 

### Pronomes
Os pronomes na língua somali são divididos entre pronomes pessoais, demonstrativos, possesssivos e interrogativos. Ademais, existem substantivos e adjetivos que cumprem funções pronominais, e um pronome de sujeito indefinido (la).

#### Pronomes pessoais
O quadro de pronomes pessoais da língua é constituído por três pessoas no singular e plural. Além disso, a terceira pessoa do singular varia em gênero, enquanto a primeira pessoa do plural pode variar em inclusividade. Cada pronome possui duas formas (curta e longa) enquanto sujeito e uma forma (curta) enquanto objeto.
| Pessoa         | Forma curta | Forma curta | Forma longa |
| Pessoa         | Sujeito     | Objeto      | Sujeito     |
| -------------- | ----------- | ----------- | ----------- |
| 1a sg.         | aan         | i           | aniga       |
| 2a sg.         | aad         | ku          | adiga       |
| 3a sg. (masc.) | uu          | -           | isága       |
| 3a sg. (fem.)  | ay          | -           | iyáda       |
| 1a pl. (excl.) | aan/aannu   | na          | annága      |
| 1a pl. (incl.) | aynu/aan    | ina         | innága      |
| 2a pl.         | aad/aydin   | idin        | idinka      |
| 3a pl.         | ay          | -           | iyága       |

No somali, não existem pronomes para a terceira pessoa enquanto objeto. Se um verbo transitivo requer um objeto, a sua ausência implicita a existência de um objeto da terceira pessoa, inferível pelo contexto. As formas longas dos pronomes enquanto sujeito servem para adicionar claridade ou ênfase ao sujeito. Entretanto, as formas curtas são obrigatórias, acompanhadas ou não da forma longa. Como exemplo:
Anígu wáxa aan ahay maroodí.
[1ª PS longa + NOM] [foco] [1ª PS curta] sou elefante
Eu sou um elefante.

#### Pronomes demonstrativos
O quadro de pronomes demonstrativos da língua é composto por duas formas no singular (distinguindo-se em gênero) e uma forma no plural, variando de acordo com a distância.
|          | Singular (masc.) | Singular (fem. | Plural |
| -------- | ---------------- | -------------- | ------ |
| Proximal | kán              | tán            | kúwan  |
| Medial   | kaás             | taás           | kúwaas |
| Distal   | kii              | tii            | kúwii  |

A forma singular desses pronomes pode ser utilizada ao final de substantivos no singular e plural. Por exemplo: 
káb (sapato) [substantivo feminino]
kábtan (este sapato)
kábtii (aquele sapato)

#### Pronomes possessivos
O quadro de pronomes possessivos da língua é composto por duas formas no singular (distinguindo-se em gênero) e uma forma no plural, variando de acordo com a pessoa do discurso do possuidor.
| Pessoa do possuidor | Objeto possuido  | Objeto possuido | Objeto possuido |
| Pessoa do possuidor | Singular (masc.) | Singular (fem.) | Plural          |
| ------------------- | ---------------- | --------------- | --------------- |
| 1a sg.              | káyga            | táyda           | kúwayga         |
| 2a sg.              | káaga            | táada           | kúwaaga         |
| 3a sg. (masc.)      | kíisa            | tíisa           | kúwiisa         |
| 3a sg. (fem.)       | kéeda            | téeda           | kúweeda         |
| 1a pl. (excl.)      | kaayága          | taayáda         | kúwayāga        |
| 1a pl. (incl.)      | kéenna           | téenna          | kúweenna        |
| 2a pl.              | kíinna           | tíinna          | kúwiinna        |
| 3a pl.              | kóoda            | tóoda           | kúwooda         |

Assim como os pronomes demonstrativos, a forma singular dos pronomes possessivos pode ser utilizada ao final de substantivos no singular e plural. Por exemplo: 
bás (ônibus) [substantivo masculino]
báskayga (meu ônibus)
báskaaga (teu ônibus)
báskiisa (ônibus dele)

#### Pronomes interrogativos
Quase todos os interrogativos em somali contém os morfemas /ee/ ou /ma/. São eles:
|          | Singular (masc.) | Singular (fem.) | Plural |
| -------- | ---------------- | --------------- | ------ |
| Qual...? | keé              | teé             | kuweé  |
| Quem...? | kúma, ayó        | túma            | kúwama |
| Que...?  |                  |                 | maxaý  |

As formas singulares keé e teé também podem ser adicionadas como terminações aos substantivos, tanto no singular quanto no plural. O tom alto desaparece, então, da raiz do substantivo. Por exemplo: 
hál (lugar)
halkeé (qual lugar? = onde?)

### Verbos
Os verbos em somali apresentam as categorias de modo, tempo e aspecto, sendo que a flexão verbal depende também da pessoa, número e gênero. Cada verbo, com exceção dos irregulares, é associado a uma dentre três classes de conjugação.

#### Classes de conjugação
É conveniente dividir os verbos regulares entre três classes de conjugação, considerando que pequenas diferenças de flexão acontecem entre os grupos. A maioria dos verbos tem sua classe revelada pelo som final de sua raiz.
- Primeira conjugação: raizes dos verbos tendem a terminar em consoante;
- Segunda conjugação: raizes dos verbos tendem a terminar em /i/ ou /ee/;
- Terceira conjugação: verbos tendem a ter duas raízes, uma terminada em /t/ ou /d/, e outra terminada em /a/.

No infinitivo, a primeira conjugação recebe a terminação -i após a raiz, enquanto a segunda e a terceira conjugações recebem a terminação -n. Na forma infinitiva, a última vogal da raiz do verbo sempre recebe um tom alto.

#### Tempo e aspecto
O somali apresenta, quanto ao tempo, distinção entre passado, presente e futuro. Quanto ao aspecto, apresenta distinção entre as formas simples (passado, presente e futuro), progressiva (passado e presente) e habitual (apenas passado).
|             |          | 1ª sg.       | 2ª sg.        | 3ª sg. (masc.) | 3ª sg. (fem.) | 1ª pl.        | 2ª pl.         | 3ª pl.        |
| ----------- | -------- | ------------ | ------------- | -------------- | ------------- | ------------- | -------------- | ------------- |
| Simples     | Passado  | heesay       | heestay       | heesay         | heestay       | heesnay       | heesteen       | heeseen       |
| Simples     | Presente | heesaa       | heestaa       | heesaa         | heestaa       | heesnaa       | heestaan       | heesaan       |
| Simples     | Futuro   | heési doonaa | heési doontaa | heési doonaa   | heési doontaa | heési doonnaa | heési doontaan | heési doonaan |
| Progressivo | Passado  | heésayay     | heésaysay     | heésayay       | heésaysay     | heésaynay     | heésayseen     | heésayeen     |
| Progressivo | Presente | heésayaa     | heésaysaa     | heésayaa       | heésaysaa     | heésaynaa     | heésaysaan     | heésayaan     |
| Habitual    | Passado  | heeési jiray | heeési jirtay | heeési jiray   | heeési jirtay | heeési jirnay | heeési jirteen | heeési jireen |

O aspecto progressivo é utilizado para indicar ações em andamento. Raramente é utilizado com verbos estativos. No tempo presente, similarmente ao português coloquial e ao inglês, pode ser também utilizado para indicar ações em um futuro próximo.
O aspecto habitual expressa ações que ocorreram repetidamente no passado, diferentemente do passado simples, que indica ações que ocorreram apenas uma vez.

#### Modo
Além do indicativo, os verbos em somali podem apresentar os modos imperativo e subjuntivo.
O modo subjuntivo expressa ações hipotéticas e imaginárias. Com auxiliares, o modo subjuntivo em somali pode ser ainda utilizado para construções optativas e condicionais. Em geral, a flexão do modo subjuntivo possui duas formas: uma completa, que tende a substituir os morfemas da conjugação do indicativo /aa/ e /aan/, respectivamente, por /o/ e /aán/; e uma reduzida, com uma única forma para todas as pessoas e números, que sempre termina em -n/-in/-nin.
O modo imperativo, por sua vez, é utilizado para expressar ordens. Em geral, sua forma no singular não possui terminação/flexão - isto é, equivale à raiz do verbo. Sua forma no plural recebe a terminação -a. Os verbos na forma imperativa costumam receber tom alto na penúltima vogal.

### Sentença

#### Ordem da frase
Uma oração em somali tipicamente consiste de três estruturas: o sintagma nominal, o sintagma de partícula e o sintagma/complexo verbal. A ordem destes elementos é relativamente livre, uma vez que os sintagmas nominais podem ser posicionados em qualquer lugar, desde que o sintagma de partícula anteceda o complexo verbal. Entretanto, com algumas exceções, a ordem dos constituintes costuma ser tipicamente SOV, sendo objeto-verbo obrigatoriamente a ordem interna do complexo verbal.
O núcleo do sintagma nominal deve ser posicionado ao seu início. Artigos e modificadores devem ser adicionados diretamente após o substantivo, bem como substantivos (geralmente no caso genitivo) e adjetivos subordinados.
O complexo verbal é constituído, nesta ordem, por:
1. Pronome indefinido de sujeito (la);
2. Pronome pessoal de objeto (forma curta);
3. Preposições verbais (ú, kú, ká, lá);
4. Negador verbal (má);
4.1 Pronome pessoal de sujeito (forma curta) junto ao negador
5. Partículas verbais;
5.1. Ponto de vista (soo "aqui", sii "lá")
5.2. Distribuição (kala "separado", wada "junto")
5.3. Posição (ag "perto", dhex "entre", dul "acima", ...)
6. Adjetivo como complemento adverbial;
7. Um ou dois verbos no infinitivo e
8. Verbo flexionado em pessoa, número, tempo e modo.
Os itens de 1 a 4 são, necessariamente, contraídos em uma só palavra.
O sintagma de partícula, por sua vez, é usado para denotar o tipo da oração (negativa, interrogativa) ou o foco.

#### Alinhamento morfossintático
O alinhamento morfossintático da língua somali é nominativo-acusativo, uma vez que o sujeito de um verbo intransitivo e o agente de um verbo transitivo recebem um tratamento diferente do objeto de um verbo transitivo.
Entretanto, de forma similar às línguas ergativas-absolutivas, possui o caso absolutivo, devido a sua estrutura de foco. Assim, quando o foco é um sujeito de um verbo transitivo ou intransitivo, ou o objeto de um verbo intransitivo, ele será marcado com o caso absolutivo; enquanto isso, um sujeito de um verbo transitivo que não seja o foco receberá o caso nominativo.

## Vocabulário
Devido ao contato comercial marítimo, o léxico da língua somali passou por uma forte influência do persa e sobretudo do árabe - cuja influência foi intensificada a partir da islamização da Somália. Em menor grau, o somali também agregou vocabulário advindo dos idiomas dos colonizadores ingleses e italianos.

### Numerais
Os numerais em somali atuam como substantivos, e se baseiam no sistema de numeração decimal. Os números de 2 a 8 são femininos, enquanto todos os números maiores são masculinos. A seguir, estão listados os principais números cardinais em somali:
| Número | Somali            | Número | Somali           | Número | Somali                |
| ------ | ----------------- | ------ | ---------------- | ------ | --------------------- |
| 0      | éber (masc.)      | 9      | sagaál           | 70     | toddobaátan           |
| 1      | ków (fem.)        | 10     | tobán            | 80     | siddeétan             |
| 1      | hál (masc.)       | 11     | kóob iyo tobán   | 90     | sagaáshan             |
| 2      | lábo / lába       | 12     | labá iyo tobán   | 100    | boqól                 |
| 3      | sáddex            | 13     | sáddex iyo tobán | 200    | labá boqol            |
| 4      | áfar              | 20     | labaátan         | 250    | labá boqól iyo kónton |
| 5      | shán              | 30     | sóddon           | 300    | sáddex boqol          |
| 6      | líx               | 40     | afártan          | 1000   | kún                   |
| 7      | toddóbo / toddóba | 50     | kónton           | 4000   | áfar kun              |
| 8      | siddéed           | 60     | líxdan           | 100000 | milyan (ou malyuun)   |

Quando uma terminação (pronominal ou de caso) é adicionada a um substantivo acompanhado de um número, tal terminação é adicionada ao numeral, e não ao acompanhante. Como exemplo:
labá wiil (dois garotos)
labáda wiil (os dois garotos)
sáddex bilood (três meses)
sáddexdaas bilood (aqueles três meses)

### Textos de amostra

#### Declaração Universal dos Direitos Humanos
A Declaração Universal dos Direitos Humanos é um documento internacional adotado em 1948 pela terceira sessão regular da Assembléia Geral das Nações Unidas. Embora não possua força legal, a declaração é a base para os subsequentes tratados das Nações Unidas. Entre os países com significativa população falante de somali, apenas a Somalilândia não é membro da Organização. A seguir, está seu primeiro artigo na versão em somali acompanhada da sua tradução literal e da versão oficial em português:
| Oficial em somali | Tradução literal | Oficial em português |
| --- | --- | --- |
| Qod IAadanaha dhammaantiis wuxuu dhashaa isagoo xor ah kana siman xagga sharafta iyo xuquuqada Waxaa Alle (Ilaah) siiyay aqoon iyo wacyi, waana in qof la arkaa qofka kale ula dhaqmaa si walaaltinimo ah. | Artigo primeiroTodos os seres humanos nascem livres e iguais em dignidade e direitos. Allah (Deus) deu a eles conhecimento e consciência, e eles devem tratar uns aos outros como irmãos e irmãs. | Artigo primeiroTodos os seres humanos nascem livres e iguais em dignidade e em direitos. Dotados de razão e de consciência, devem agir uns para com os outros em espírito de fraternidade. |

#### Hino Nacional do Djibuti
O Hino Nacional do Djibuti foi adotado em 1977, após a população aprovar, por meio de um plebiscito, a independência da França. A melodia foi composta por Abdi Robleh e a letra é de autoria de Aden Elmi. A seguir, está sua versão oficial em somali, acompanhada de sua transcrição fonética e tradução para o português:
| Oficial em somali | Transcrição fonética (AFI) | Tradução para o português |
| --- | --- | --- |
| Hinjinne u sara kaca Calankaan harraad iyo Haydaar u mudateen. Hir cagaarku qariyayiyo Habkay samadu tahayoo Xiddig dhi igleh hoorshoo Caddaan lagu hadheeyaay. Maxaa haybad kugu yaal! | [hin.d͡ʒin.ne u sæ.ræ kæ.ʕɑ] [ʕæ.læn.kɑːn hær.ræːd i.jɞ] [hɑj.dɑːr u mu.dæ.teːn] [hɪr ʕɑ.gɑːr.ku qɑ.ri(.jæ).ji.jɔ] [hɑb.kæj sæ.mɑ.du tæ.hæ.jɞː] [ħɪd.dig ɖi‿ig.lɛh hɞːr.ʃɞː] [ʕæd.dæːn læ.gu hæ.ɖeː.jɑːj] [mɑ.ħɑː hɑj.bæd ku.gu jæːl] | Levantai-vos com força! Pois erguemos nossa bandeira, A bandeira que nos custou caro Com extremos de sede e dor. Nossa bandeira, cujas cores são o verde eterno da terra, O azul do céu e o branco, cor da paz; E no centro, a estrela vermelha do sangue. Ó bandeira nossa, que visão gloriosa! |